# Anneli Ott
Anneli Ott (ur. 2 maja 1976 w Tartu) – estońska polityk, samorządowiec i nauczycielka, posłanka do Zgromadzenia Państwowego, w latach 2020–2021 minister administracji publicznej, w 2021 minister kultury.

## Życiorys
W 1999 ukończyła studia z wychowania fizycznego na Uniwersytecie w Tartu, rok później uzyskała uprawnienia nauczycielskie i pracowała w tym zawodzie. Zaangażowała się w działalność Estońskiego Związku Ludowego, w 2009 przeszła do Partii Socjaldemokratycznej, a w 2011 – do Estońskiej Partii Centrum (objęła funkcję przewodniczącej regionalnych struktur KE). W 2005 wybrano ją na radną gminy Lasva, została zastępczynią tamtejszego burmistrza. Zasiadała także w radzie gminy miejskiej Võru, od 2009 do 2010 pozostawała burmistrzem miejscowości, a od 2014 przewodniczącą rady. W latach 2007–2015 kierowała lokalną organizacją zajmującą się współpracą samorządową.
W 2011 i 2015 kandydowała bezskutecznie do Riigikogu, mandat deputowanej objęła w listopadzie 2015 w miejsce Priita Toobala. W 2019 uzyskała poselską reelekcję. 25 listopada 2020 objęła stanowisko ministra administracji publicznej w drugim rządzie Jüriego Ratasa, zastępując Jaaka Aaba. W styczniu 2021 w nowo utworzonym gabinecie Kai Kallas przeszła na stanowisko ministra kultury. Zrezygnowała z tej funkcji w listopadzie tegoż roku.

## Życie prywatne
Jej ojciec Jaak Ott był burmistrzem Võru. Oboje rodzice zginęli w katastrofie promu MF „Estonia”. Jej stryj Jüri Ott również został politykiem. Anelli Ott od 2000 do 2012 była mężatką, nosiła nazwisko Viitkin; ma córkę i syna.